# ВАТРА red
«ВАТРА red» — восьмий студійний альбом гурту «Танок на майдані Конґо» та перша частина подвійного альбому «ВАТРА», випущений 3 грудня 2021 року. 4 з 10 пісень були випущені синглами за рік до анонсу альбому протягом 2019-2020 років. ВАТРА red — це перша частина подвійного альбому гурту, але через російське вторгнення в Україну дата релізу другої частини платівки (ВАТРА black) була перенесена.

## Запис платівки
Альбом являє собою звіт про діяльність гурту під час локдауну. Гурт писав пісні онлайн в гуртовому чаті. Попередній альбом «7» не мав інтермедій, але в цьому альбомі гурт повернувся до концепції з безперервним звучанням за допомогою скітів – міжпісенних інтермедій, для яких гурт вигадує спеціальні скетчі або десь запозичує.
Альбом «ВАТРА» можна назвати довгоочікуваним не тільки для слухачів, а й для самих артистів — деякі пісні чекали на запис кілька років (як «Ми смішили бога», що вийшла 14 червня 2019 року або скіт «Рефрижератор», що чекав 11 років для опублікування), деякі було написано під час локдауну. Оскільки матеріалу було накопичено багато, його вирішили поділити на дві частини — red та black.
Фронтмени гурту, Фоззі та Фагот, описують це так:
|                               | Альбом «Ватра» ми створили та записали під час локдауну, коли сиділи вдома. Спочатку перекидувалися в чаті ідеями, а потім вже почали зустрічатися на студії у двох, у трьох, у чотирьох, в сімох. Оскільки концертів у той час не було, то ми весь свій час присвятили творчості. Написали у той період близько 20 треків, які вирішили розділити на дві частини, щоб людям було легше сфокусуватись |
| — Сидоренко «Фоззі» Олександр | |

|                          | Так, багато було часу, багато музики в голові, і так по трошки накопичили купу матеріалу, настільки багато, що вирішили його помістити в дві частини альбому. Хоча концепт залишився один, бо всі треки записані і створені в один і той самий момент. Альбом має назву «Ватра» в двох частинах. Перша частина «RED, а друга «BLACK» |
| — Михайлюта «Фагот» Олег | |

## Музика
«ВАТРА red» являє собою твір із десяти треків і десяти інтермедій. Альбом зберігає класичний стиль гурту зі свіжим підходом. Платівка містить елементі танцювального-року, електро, гіп-гопу та трепу.
Альбом вражає своєю різнобарвністю та кількістю колаборацій, запис містить п'ять колаборацій — в записі взяли участь бігбенд Денніса Аду, бітмейкери Teejay та Kodzu, а також VOID та Жадан і Собаки. Також до платівки долучилося семеро запрошених музикантів: Віктор Придувалов (бас-гітара), Даниїл Вулицький, Дмитро Бобін Александров (альт-саксофон), Євген Турчинов (гітара), Олександр Чаркін (тромбон), Сергій Жадан (вокал), Сергій Фленжер Кондратьєв (гітара). 
В платівці використано уривки з двох фільмів: «Дід лівого крайнього» (кіностудія ім. Довженка, 1973) та «Чотири кімнати». 
Для запису скітів було запрошено дев'ятьох акторів: alyona alyona, Вікторія Польченко, Мордехай Юшковський, Ігор «Гоша» Арнаутов, Ігор Кіріков, Ігор Пелих (посмертно), Нікіта Михайлюта, Сергій Жадан, Юрій Горбунов.

## Композиції
Найбільша колаборація – це «Пірати». Потужний драйвовий трек із духом бунтарства об'єднав одразу три музичні одиниці: Фагота, гурт «Жадан і Собаки» та проєкт Віктора Придувалова «VOID». Хай живе рок-н-рол – головний посил пісні.
Романтична і приємно ностальгічна композиція «За гітарою» повертає у спогади про часи, коли без гітари не обходилися жодні посиденьки на подвір'ї. Цей трек був створений на джем-сесії в ресторані після концерту в Івано-Франківську.
Гостроіронічне «Повстання планети Кардаш'ян» одразу запам'ятовується закільцьованим приспівом. Це результат одного листування в гуртовому чаті під час першого локдауну. Бас-гітарист Котя вдома награв кільце, від якого трек і "затанцював".
Перша оприлюднена пісня з альбому - «Ми смішили Бога», була написана до дня народження гурту. Також до альбому увійшли вже відомі сингли: глибокий і ліричний трек про мрію, дію та кохання «ПМ'ТЙ», запальний фестивальний хіт «Чути», бенгер «Весну», життєствердний «Хороший рік/Поганий рік» що описує ситуацію під час локдауна і експериментальний трек «Контакт» у колаборації з бітмейкером Юрієм Медведем, що розповідає про космічну подорож Фагота.
Бонус-треком альбому стала пісня «Маракуй!». Трек, що дуже "качає" і водночас залишається мелодійним.
| #     | Назва                                  | Автор слів | Автор музики                | Тривалість |
| ----- | -------------------------------------- | ---------- | --------------------------- | ---------- |
| 1.    | «Сигнал (скіт)»                        |            |                             | 0:16       |
| 2.    | «Чути»                                 | Фоззі      | ТНМК                        | 3:45       |
| 3.    | «300 (скіт)»                           |            |                             | 0:16       |
| 4.    | «Хороший рік / Поганий рік»            | Фоззі      | ТНМК                        | 4:02       |
| 5.    | «Про минуле ні слова (скіт)»           |            |                             | 0:14       |
| 6.    | «Весну»                                | Фоззі      | Фагот                       | 3:04       |
| 7.    | «Як сказано в Біблії (скіт)»           |            |                             | 0:53       |
| 8.    | «Пірати (feat. Жадан і собаки & VOID)» | Фоззі      | Фагот, VOID                 | 3:01       |
| 9.    | «Многая літра (скіт)»                  |            |                             | 0:22       |
| 10.   | «ПМ'ТЙ»                                | Фоззі      | ТНМК                        | 3:17       |
| 11.   | «Дорога група (скіт)»                  |            |                             | 0:07       |
| 12.   | «За гітарою»                           | Фоззі      | ТНМК                        | 4:13       |
| 13.   | «Балет (скіт)»                         |            |                             | 1:06       |
| 14.   | «Контакт»                              | Фоззі      | ТНМК & Юрій Медвідь (Kodzu) | 3:22       |
| 15.   | «Рефрижератор (скіт)»                  |            |                             | 0:33       |
| 16.   | «Повстання планети Кардаш'ян»          | ТНМК       | ТНМК                        | 2:48       |
| 17.   | «Говоре (скіт)»                        |            |                             | 0:36       |
| 18.   | «Ми смішили Бога»                      | Фоззі      | Фагот                       | 3:51       |
| 19.   | «Outro 1/2 (скіт)»                     |            |                             | 0:38       |
| 20.   | «Маракуй!»                             | Фоззі      | Фагот                       | 2:54       |
| 39:25 |                                        |            |                             |            |

## Офіційні відео
| Рік  | Назва пісні                            | Режисер(и)         |
| ---- | -------------------------------------- | ------------------ |
| 2019 | «Ми смішили Бога»                      | Віктор Придувалов  |
| 2020 | «Контакт»                              | Марія Оз           |
| 2021 | «Весну»                                | Ольга Навроцька    |
| 2021 | «ПМ'ТЙ»                                | Ярослав Пілунський |
| 2021 | «Пірати» (feat. Жадан і Собаки & VOID) | Олена Божко        |